# Saint-Lambert-du-Lattay
Saint-Lambert-du-Lattay is een plaats en voormalige gemeente in het Franse departement Maine-et-Loire in de regio Pays de la Loire en telt 1649 inwoners (2005).

## Geschiedenis
Op 1 januari 2016 fuseerde de gemeente met Saint-Aubin-de-Luigné tot de huidige gemeente Val-du-Layon. Deze gemeente maakt deel uit van het arrondissement Angers.

## Geografie
De oppervlakte van Saint-Lambert-du-Lattay bedraagt 14,4 km², de bevolkingsdichtheid is 114,5 inwoners per km².
De onderstaande kaart toont de ligging van Saint-Lambert-du-Lattay met de belangrijkste infrastructuur en aangrenzende gemeenten.

## Demografie
Onderstaande figuur toont het verloop van het inwonertal.

## Begraven
- Patrick Dewaere (1947–1982), Frans acteur